# رجل وامرأة وقاتل (فلم 1975)
رجل وامرأة، وقاتل (بالإنجليزية: A Man, a Woman, and a Killer) فيلم أمريكي درامي إنتاج عام 1975. الفيلم من إخراج ريك شميدت و واين وانغ، و هو أول فيلم شارك واين وانغ في إخراجه.. الفيلم من بطولة ديك ريتشاردسون كديك وإد نيلوند إد وكارولين زاريمبا، وقُدرت ميزانية الفيلم ب 16 ألف دولار أمريكي.

## روابط خارجية
- مقالات تستعمل روابط فنية بلا صلة مع ويكي بيانات